# 伊東紅蘭
伊東 紅蘭（いとう くらん、11月1日-）は、日本のAV女優。アロハプロモーション所属。

## 略歴・人物
2017年1月にプレステージからAV女優デビュー。
父親は沖縄県、母親は北海道出身。
趣味は三線、特技はバナナの大食い。

## 出演作品

### アダルトDVD
- シロウトハンター 2・41（1月13日、プレステージ）

- 奇縄 第四章 剃毛と浣腸 伊東紅蘭（11月2日、伊東紅蘭）
- ケツ穴御開帳ファーストエアライン（12月20日、ROCKET）

- 姉の一日、僕が買います 仮名）紅蘭 24歳（8月1日、グレイズ）
- 隣に住む迷惑ギャルを押し倒しマ○コの後アナルにも挿入して涙目でイカせる肛門謝罪2（8月1日、ナチュラルハイ）

- 女社長強● 02 お金持ちの美人社長を●す（6月12日、レアルワークス）

- 三線で路上ライブ中の素朴すぎる島人さんは金銭事情でやむを得ずデカ尻2穴挿入ですが…実はご本人も納得の阿鼻叫喚イーヤーサーサー 紅蘭さん 伊東紅蘭（11月2日、山と空/妄想族）

- レースクイーン妻はアナル狂い（6月27日、MERCURY（マーキュリー））

- 彼女に内緒で彼女の母ともヤってます… 伊東沙蘭（11月14日、JET映像）

- 隣の変態親子のために二穴解放するドM美人妻 伊東紅蘭（9月17日、ルビー）

## 出演

### ウェブドラマ
- 御存知！透明人間 人生イッパツ逆転絵巻（2025年6月4日、シネポップ、シネマファスト） [1]